# 1297

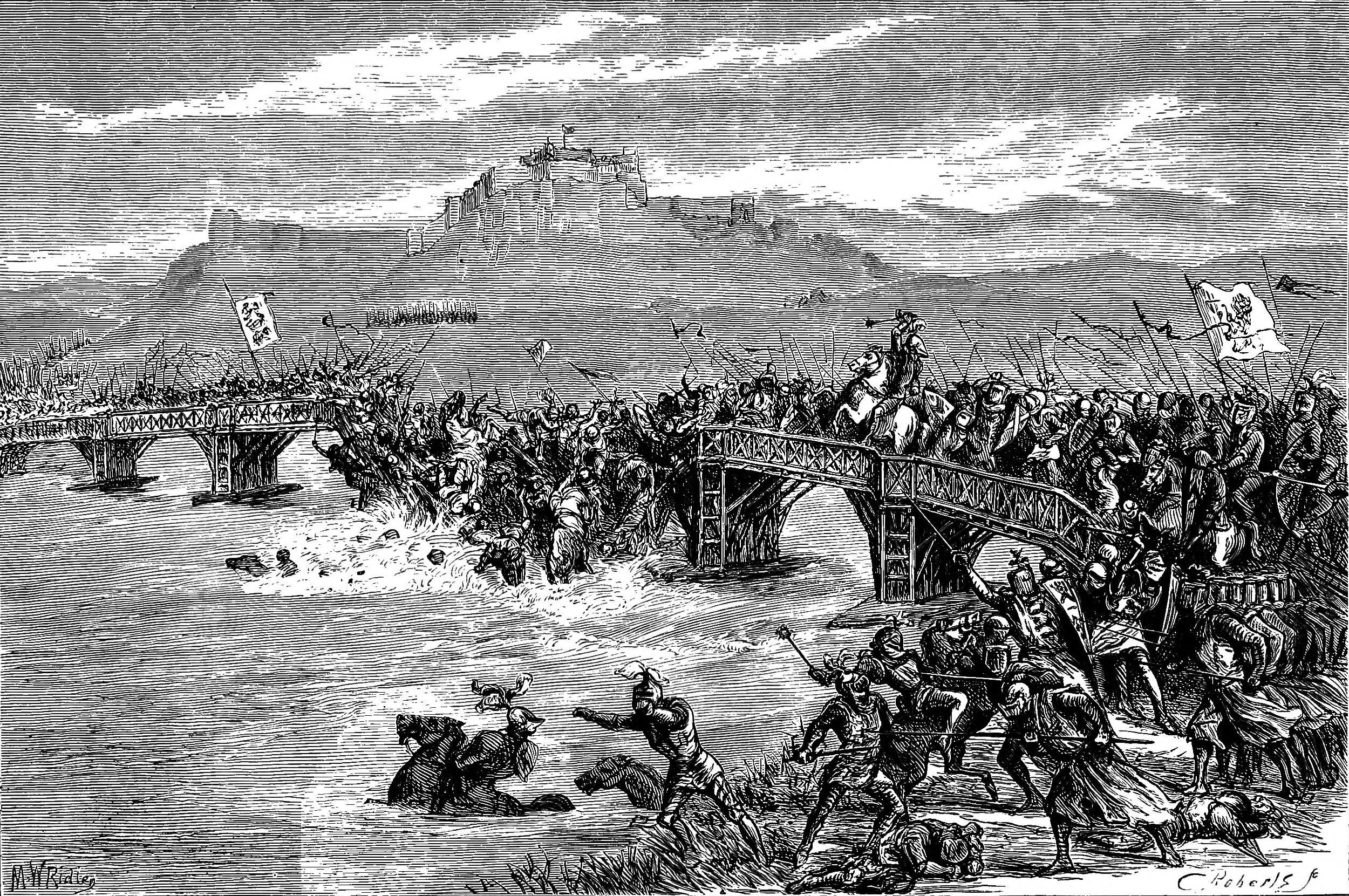
Slag bij Stirling Bridge (19e-eeuwse interpretatie)

Het jaar 1297 is het 97e jaar in de 13e eeuw volgens de christelijke jaartelling.

## Gebeurtenissen
januari
- 7 - Eduard I van Engeland en Gwijde van Dampierre, graaf van Vlaanderen, sluiten een verdrag waarbij Gwijde zich in het conflict tussen Engeland en Frankrijk aan de Engelse zijde plaatst.
- 7 januari - Jan I van Holland trouwt met Elisabeth van Rhuddlan, dochter van Eduard I
- 8 - François Grimaldi neemt de rots van Monaco in, bezit van de Republiek Genua. Zijn neef Reinier wordt de eerste heer van Monaco.
- 20 - Gwijde van Dampierre verbreekt alle banden met zijn leenheer, Filips IV van Frankrijk. Deze valt hierop het graafschap binnen.
- januari - Jan II van Avesnes weet Medemblik te ontzetten, dat door de West-|Friezen werd belegerd.

februari
- 12 - Filips IV verklaart dat hij Vlaanderen als onderdeel van zijn kroondomein beschouwt.

maart
- 27 - Slag bij Vronen: De opstandige West-Friezen worden verslagen door de Zeeuwen onder bevel van Jan III van Renesse. Vronen wordt geheel verwoest en de inwoners verbannen. (zie ook West-Friese Oorlogen)

april
- 4 - Paus Bonifatius VIII geeft het eiland Sardinië als leen aan Jacobus II van Aragón.

mei
- 6 - In het Vaticaan ontstaat een machtsstrijd tussen de paus en kardinaal Giacomo Colonna, die wordt geëxcommuniceerd.
- mei - De Schotten komen in opstand tegen Eduard I van Engeland.

juli
- juli - In de bul Etsi de statu van paus Bonifatius VIII wordt de bul Clericis laicos van het voorgaande jaar grotendeels herroepen. 'In noodgevallen' mag de geestelijkheid wel zonder voorafgaande toestemming van de paus belasting betalen aan de wereldlijke overheid.

augustus
- 11 - De paus verklaart de overleden koning Lodewijk IX van Frankrijk heilig.
- 20 - Slag bij Bulskamp: De Fransen onder Robert II van Artesië verslaan de Vlamingen onder Willem van Gulik.

september
- 11 - Slag bij Stirling Bridge: De Schotten onder Andrew Moray en William Wallace verslaan de Engelsen onder John de Waremme.

november
- 7 - De West-Friezen geven zich op de Torenburg uiteindelijk over. Einde van de West-Friese Oorlogen; West-Friesland is definitief deel van Holland.

zonder datum
- Zhou Daguan schrijft een verslag over zijn bezoek aan Angkor.
- De aanleg van de tweede, grotere omwalling van Brugge wordt gestart.
- Het Deqing Leerpaleis wordt herbouwd.
- Oudst bekende vermelding: Heers

## Opvolging
- Duitse Orde - Koenraad II van Feuchtwangen opgevolgd door Godfried van Hohenlohe
- Epirus - Nikephoros I Komnenos Doukas opgevolgd door Thomas I Komnenos Doukas
- Gulik - Walram opgevolgd door zijn broer Gerard VII
- Holland (regent voor Jan I, 30 april) - Jan van Renesse opgevolgd door Wolfert I van Borsselen
- aartsbisdom Keulen - Siegfried van Westerburg opgevolgd door Wigbold I van Holte
- patriarch van de maronitische kerk - Jeremias II al-Amshitti opgevolgd door Simeon II
- Neurenberg - Frederik III opgevolgd door zijn zoons Johan I en Frederik IV
- Trebizonde - Johannes II opgevolgd door zijn zoon Alexios II

## Geboren
- 14 augustus - Hanazono, keizer van Japan (1308-1318)
- Andronikos III Palaiologos, keizer van Byzantium (1328-1341)
- Ernst I van Brunswijk-Grubenhagen, Duits edelman (jaartal bij benadering)
- Kęstutis, grootvorst van Litouwen (1381-1382) (jaartal bij benadering)

## Overleden
- 13 februari - Hesso van Baden (~28), Duits edelman
- 22 februari - Margaretha van Cortona (~49), Italiaans mystica
- 27 maart - Jan II van Arkel, Hollands edelman
- 7 april - Siegfried van Westerburg, aartsbisschop van Keulen (1275-1297)
- 18 juni - Judith van Habsburg (26), echtgenote van Wenceslaus II van Bohemen
- 14 augustus - Frederik III van Neurenberg, Duits edelman
- 26 augustus - Walram van Gulik, Duits edelman
- 11 september - Hugh de Cressingham, Engels schatbewaarder
- 12 oktober - Eleonora van Engeland (~28), echtgenote van Alfons III van Aragon
- Gertrudis van Altenberg (~69), Duits abdis
- Johannes II Megas Komnenos (~34), keizer van Trebizonde (1280-1284, 1285-1297)
- Lodewijk van Toulouse (~23), bisschop van Toulouse
- Hendrik II van Hachberg, Duits edelman (jaartal bij benadering)